# BibCamp

Das Logo von BibCamp 2011

Das BibCamp ist eine bibliothekarische Veranstaltung, die seit 2008 jährlich an wechselnden Orten in Deutschland stattfindet. Es handelt sich um eine Veranstaltung im Stile eines Barcamps. Mit dem BibCamp entstand die erste Unkonferenz im deutschsprachigen Raum. Anders als bei klassischen Konferenzen gibt es beim BibCamp kein feststehendes Tagungsprogramm und keine eingeladenen Referenten. Ein aktiver Informationsaustausch zwischen Experten und Interessierten in einer offenen Atmosphäre steht im Vordergrund jedes Bibcamps. Jeder Teilnehmer kann ein Thema vorschlagen und sich an den Diskussionen beteiligen. Das BibCamp existiert nach dem Motto „Es gibt keine BesucherInnen, nur TeilnehmerInnen!“

## Geschichte
Das BibCamp war als eine Alternative zu konventionellen Veranstaltungen wie dem Bibliothekartag angedacht. Dabei sollten Themen aus verwandten Bereichen wie Archiv, Museum, E-Learning, Informationswissenschaft, Wissensmanagement und IT-Entwicklung vorgestellt und diskutiert werden. Das BibCamp entstand aus dem Wunsch, aktuellere Themen anzusprechen und mehr Zeit zum Diskutieren zu haben.
Unter dem Motto „Bibliothek 2.0 - Von der Theorie zur Praxis“ fand 2008 in Potsdam das erste BibCamp im deutschsprachigen Raum statt. Es war die erste bibliothekarische Veranstaltung in Organisationsform einer Unkonferenz. Es wurde aktiv über die Möglichkeiten des Web 2.0 für die Bibliotheken der Zukunft diskutiert. Alle Teilnehmer hatten die Möglichkeit an verschiedenen Sessions teilzunehmen, eigene Vorträge zu halten und aktiv zu diskutieren. Das eingerichtete Wiki diente gleichzeitig als Homepage des BarCamps, auf der die Teilnehmer bereits Wochen vor Beginn der Veranstaltung Themenvorschläge eintragen konnten. Die Veranstaltung wird seitdem jährlich mit wechselnden Organisationsteams in unterschiedlichen Städten fortgeführt.
| Datum                      | Ort            | Organisatoren | Motto                                             |
| -------------------------- | -------------- | --- | ------------------------------------------------- |
| 16. und 17. Mai 2008       | Potsdam/Berlin | Fachhochschule Potsdam, Humboldt-Universität zu Berlin | „Bibliothek 2.0 - Von der Theorie zur Praxis“     |
| 15. bis 17. Mai 2009       | Stuttgart      | Hochschule der Medien Stuttgart | "Mensch Technik Wissen"                           |
| 7. und 8. Mai 2010         | Hannover       | Hochschule Hannover, Technische Informationsbibliothek | "Das Barcamp für Bibliothekare und andere Hacker" |
| 11. und 12. März 2011      | Hamburg        | Hochschule für Angewandte Wissenschaften Hamburg |                                                   |
| 16. und 17. März 2012      | Köln           | Fachhochschule Köln, Gesellschaft für Wissensmanagement, hbz, Bibliothek des Max-Planck-Instituts für Gesellschaftsforschung, Stadtbibliothek Köln, ZB MED |                                                   |
| 12. und 13. April 2013     | Nürnberg       | Friedrich-Alexander-Universität |                                                   |
| 26. und 27. September 2014 | Potsdam        | Fachhochschule Potsdam, Humboldt-Universität zu Berlin |                                                   |
| 17. und 18. April 2015     | Leipzig        | HTWK Leipzig mit mehreren Leipziger Bibliotheken | "Menschen. Medien. Miteinander."                  |
| 8. und 9. April 2016       | Stuttgart      | Hochschule der Medien Stuttgart |                                                   |
| 16. und 17. Juni 2017      | Hannover       | Hochschule Hannover |                                                   |
| 13. und 14. Juli 2018      | Hamburg        | Hochschule für Angewandte Wissenschaften Hamburg | "Feel the Elements"                               |
| 15. und 16. November 2019  | Köln           | Technische Hochschule Köln |                                                   |
| 13. und 14. November 2020  | Potsdam        | Fachhochschule Potsdam (virtuell via Zoom) |                                                   |